# Microserica quiquefoliata
Microserica quiquefoliata är en skalbaggsart som beskrevs av Moser 1915. Microserica quiquefoliata ingår i släktet Microserica och familjen Melolonthidae. Inga underarter finns listade i Catalogue of Life.